# Rudolf Schäfer (Kirchenmaler)

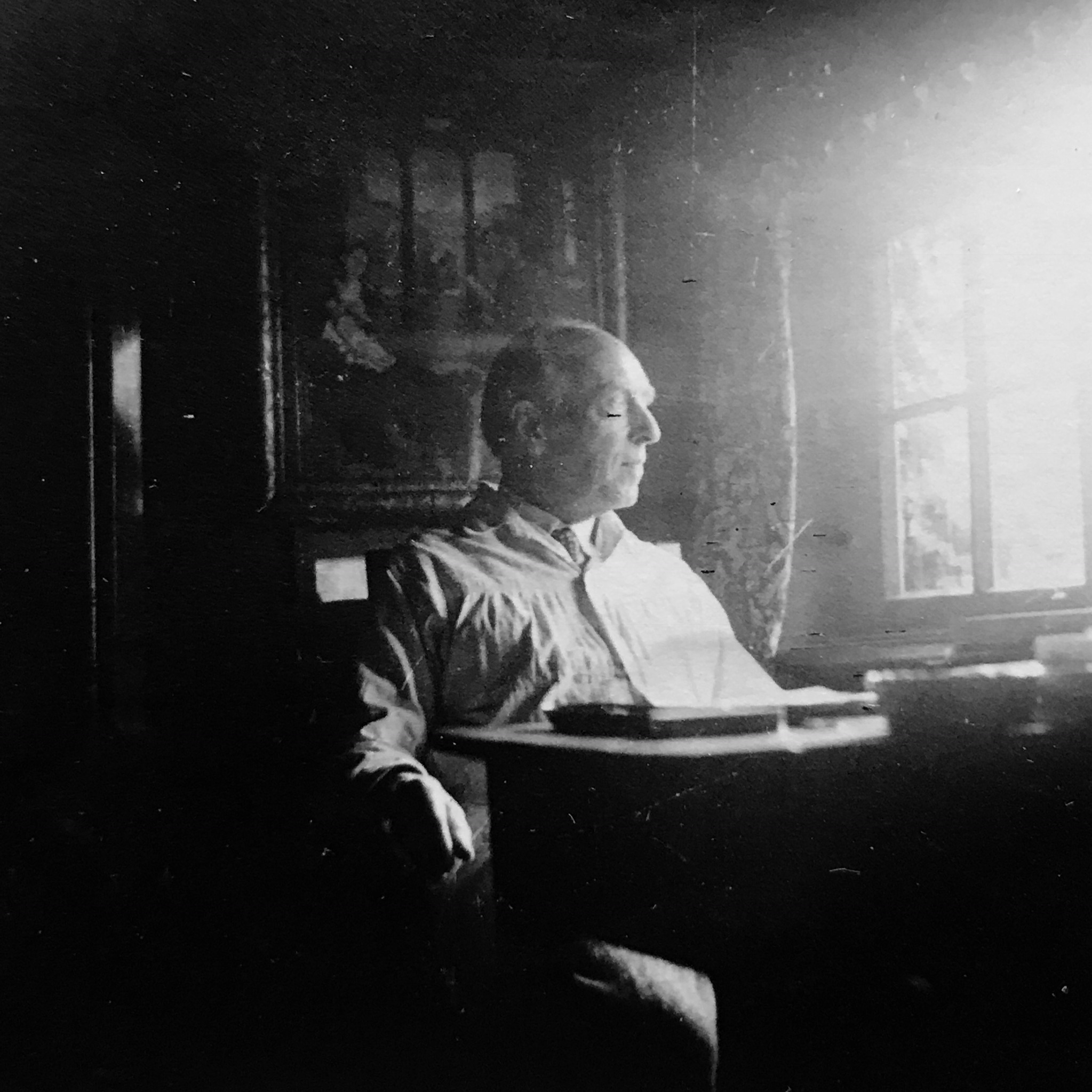
Rudolf Schäfer, in seinem Haus in Rotenburg (Wümme)

Rudolf Schäfer (* 16. September 1878 in Altona an der Elbe; † 25. Oktober 1961 in Rotenburg (Wümme)) war ein deutscher evangelischer Kirchenmaler und Illustrator.

## Leben

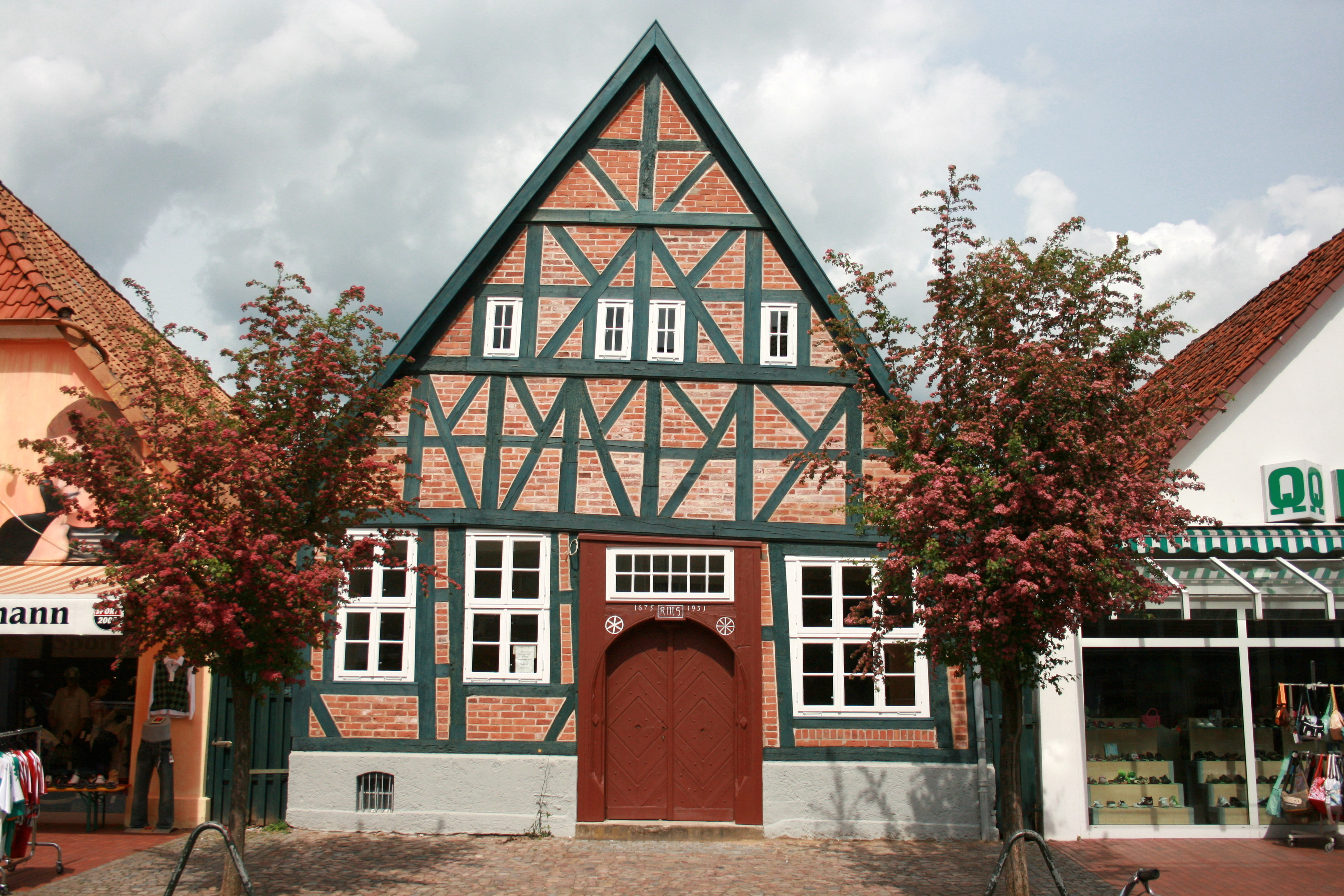
Rudolf-Schäfer-Haus in Rotenburg

Rudolf Schäfer wurde als drittes Kind des Theologen Theodor Schäfer (1846–1914) aus Friedberg (Hessen) und seiner Frau Christiane geb. Berg (aus Kirchheim/Teck) geboren. Seine Mutter starb bereits 1889. Später heiratete der Vater Cornelia Siemssen aus Hamburg. Sein Großvater war der Sozialreformer Johann Peter Schäfer. 
Schäfer besuchte das Gymnasium in Altona, das er vor dem Abitur verließ, um sich zum Maler ausbilden zu lassen. Aus diesem Grunde studierte er 1897/98 an der Münchener Kunstakademie bei Professor Gabriel von Hackl und 1898–1906 an der Düsseldorfer Kunstakademie. In München wurde er 1897 Mitglied des Wingolfsbunds. 1907 unternahm er eine mehrmonatige Romreise. 1909 war er ein Gründungsmitglied des Altonaer Künstlervereins, aus dem er 1914 ausschied. Seit 1911 wohnte er in Rotenburg (Wümme) (damals: Rotenburg in Hannover), wo er im selben Jahr ein Haus in der Großen Straße erwarb, in das er ein Jahr später einzog. Hier lebte er bis zu seinem Tode. Er war verheiratet mit Maria Lutze (1886–1958), Tochter eines märkischen Pfarrers. Aus der Ehe gingen vier Töchter und ein Sohn hervor.

## Werk
Durch die seelsorgerische Tätigkeit seines Vaters (u. a. Leiter der Diakonissenanstalt Altona) wurde Schäfer früh mit religiösem Gedankengut vertraut. Seit Mitte der 1920er Jahre galt er bei Theologen als Autorität für kirchliche Kunst. Er war überwiegend für die evangelische Kirche tätig und hat nie staatliche Aufträge ausgeführt. Sein erster Großauftrag war die Ausmalung der Kirche „Zum Guten Hirten“ der evangelisch-lutherischen Diakonissenanstalt in Rotenburg (Wümme) 1912. 
Den größten Teil seines Werkes machen Ausgestaltungen sakraler Räume aus. Daneben schuf Schäfer Wandelaltäre, Einzelgemälde, Wandbilder, Emporengestaltungen, Kruzifixe, Kirchenfenster, Taufsteine und Paramente. Er stellte heilsgeschichtliche Zyklen und Ausstattungen speziell für Diakonissenanstalten her. Als wichtigste Bildquellen dienten die Mosaiken von San Clemente, Santi Cosma e Damiano, Santa Costanza und Santa Prassede in Rom.
Er illustrierte zahlreiche Bücher, besonders Gesangbücher, Bibelausgaben und Katechismen.
Die Bewertung seiner Kunst schwankt zwischen der Wertung als „Inbegriff christlicher deutscher Kunst in der Nachfolge Dürers“ und der Annahme, es handele sich um eine zum Kirchenkitsch neigende Volkskunst. Schäfer sah sich als lutherischen Künstler, der seine Aufgabe in der Unterweisung der Gläubigen durch Bilder verstand.
Seine Heimatstadt Rotenburg und der Rudolf-Schäfer-Verein pflegen sein Andenken im „Rudolf-Schäfer-Haus“.

## Auszeichnungen
- 1913 wurde ihm vom sächsischen König der Professorentitel verliehen
- 1917 Verleihung der Ehrendoktorwürde der Universität Kiel
- 1935 erhielt er die Hessische Staatsmedaille
- 1958 Bundesverdienstkreuz Erster Klasse

## Erhaltene Werke in folgenden Kirchen

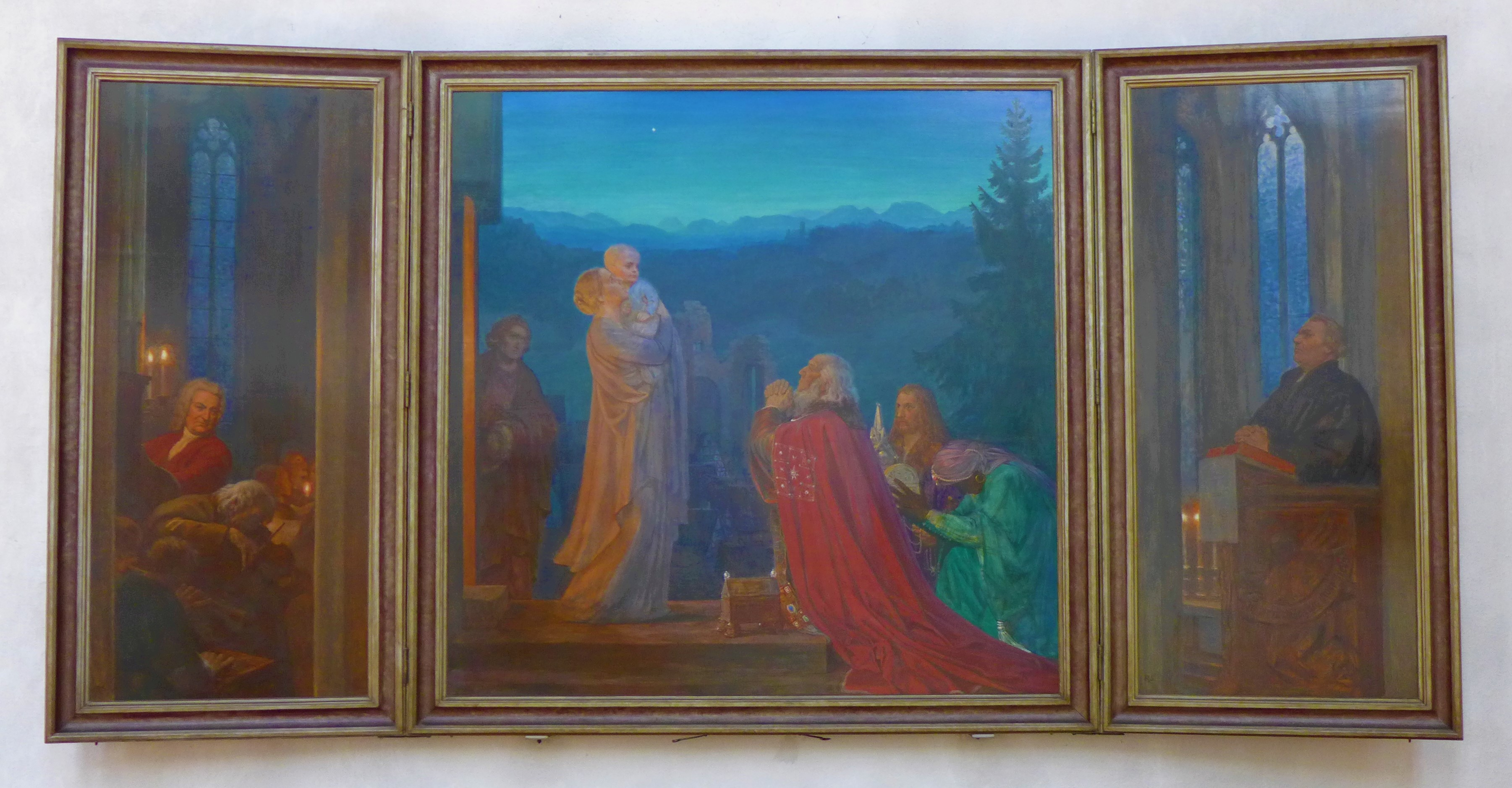
Deutschhauskirche Würzburg: Triptychon Anbetung des Jesuskindes durch die Heiligen Drei Könige, 1931 – im linken Flügelbild Johann Sebastian Bach, im rechten Flügelbild Martin Luther

- Rotenburg (Wümme), Diakonissenanstaltskirche „Zum Guten Hirten“, 1912–1926
- Wangen im Allgäu, Ev. Stadtkirche, 1920
- Soltau, St.-Johannis-Kirche, 1921
- Schwerin, Schlosskirche, 1923
- Unna, Ev. Stadtkirche, 1923
- Gelsenkirchen-Bismarck, Christuskirche, 1924
- Winsen/Luhe, Ev. St.-Marien-Kirche, 1925
- Hamburg-Eilbek, Versöhnungskirche, 1927(?)
- Stuttgart, Hospitalkirche, 1927
- Würzburg, Deutschhauskirche, 1931
- Hannover, Lukaskirche, 1931–36
- Gerdau (Landkreis Uelzen), 1934
- Ludwigslust, Kirche des Stifts Bethlehem, 1936/37
- Peine, Jakobikirche, 1936/37 (1994/96 Wiederherstellung der ursprünglichen Ausmalung von Alexander Linnemann)
- Essen, Kapelle des Ev. Krankenhauses der Huyssens-Stiftung, 1936
- Hildesheim, St.-Andreas-Kirche, 1938
- Mühlhausen bei Pommersfelden, Ev. Kirche, 1938–48
- Berlin-Konradshöhe, Jesus-Christus-Kirche, 1937/39
- Steppach bei Pommersfelden, Ev. Kirche St. Erhard, 1942[3]
- Bokel (Landkreis Rotenburg/Wümme), Ev. Kirche Johannes d.T., 1943
- Eisenach, Kapelle des Diakonissenmutterhauses, 1943
- Wagenfeld (Landkreis Diepholz), Ev. Kirche in Ströhen, 1944/46
- Rotenburg (Wümme), Kapelle des Diakonissenmutterhauses, 1945
- Bad Hindelang (Allgäu), Ev. Dreifaltigkeitskirche, 1948
- Iserlohn, Kapelle des Ev. Krankenhauses Bethanien, 1948
- Sottrum (Landkreis Rotenburg/Wümme), St.-Georgs-Kirche, 1950
- Alfdorf (Rems-Murr-Kreis), Stephanuskirche, 1951
- Hamburg-Stellingen, Auferstehungskirche der Diakonissenanstalt „Alten Eichen“, 1951–54
- Lemgo, Kapelle der Ev. Anstalt Alt Eben-Ezer, 1951
- Oberjesingen bei Herrenberg, Ev. Kirche, 1953
- Rotenburg (Wümme), Ev. Stadtkirche, 1955
- Soltau, Ev. Kapelle des Pflege- und Altenheimes, 1955
- Wietzendorf (Landkreis Heidekreis), St.-Jakobi-Kirche, 1957
- Bergen-Hasselhorst bei Soltau, Ev. Kapelle, 1958
- Eimke (Landkreis Uelzen), Ev. Kirche, 1934
- Vohenstrauß (Landkreis Neustadt/Waldnaab, Bayern), Evang.-luth. Stadtkirche, 1938